# Equipotência
Em teoria dos conjuntos, dois conjuntos são equipotentes se possuem a mesma cardinalidade, ou seja, se há uma bijeção entre os conjuntos.
Na categoria dos conjuntos, Set, dois conjuntos são equipotentes se, e somente se, eles são isomorfos.